# El Clásico Paisa
El Clásico Paisa è il nome con cui è noto il derby calcistico tra Atlético Nacional e Independiente Medellín, squadre di calcio della città di Medellín, in Colombia. Si tratta di una delle partite più sentite e importanti del Sudamerica.
I due club condividono lo Stadio Atanasio Girardot (40.000 posti circa) e sono le due squadre più titolate della Categoría Primera A.

## Storia
La prima partita tra le due squadre si tenne il 12 settembre 1948 e fu vinta dall'Independiente Medellín. Il miglior marcatore del derby è Víctor Aristizábal, che ha realizzato 19 gol con l'Atlético Nacional. I derby con più gol sono stati vinti dall'Atlético Nacional per 7-2 (4 luglio 1959), dall'Atlético Nacional per 6-0 (4 novembre 1976), dall'Independiente per 5-1 (28 aprile 1979) e dall'Independiente per 6-1 (9 dicembre 1987).

## Statistiche
Fonte: 
|                     | Partite | Vittorie | Vittorie | Pareggi | Reti | Reti |
| NAC                 | Partite | MED      | NAC      | Pareggi | MED  |      |
| ------------------- | ------- | -------- | -------- | ------- | ---- | ---- |
| Categoría Primera A | 290     | 118      | 92       | 80      | 384  | 325  |
| Copa Colombia       | 16      | 5        | 7        | 4       | 22   | 23   |

## Risultati
| Torneo                | Turno            | Squadra di casa | Risultato | Squadra ospite | Data               |
| --------------------- | ---------------- | --------------- | --------- | -------------- | ------------------ |
| Copa Mustang 1948     | Primo turno      | Nacional        | 0-3       | Medellín       | 12 settembre 1948  |
| Copa Mustang 1948     | Primo turno      | Medellín        | 2-1       | Nacional       | 21 novembre 1948   |
| Copa Mustang 1949     | Primo turno      | Medellín        | 0-0       | Nacional       | 29 giugno 1949     |
| Copa Mustang 1949     | Finale           | Nacional        | 2-4       | Medellín       | 9 ottobre 1949     |
| Copa Mustang 1950     | Primo turno      | Nacional        | 1-2       | Medellín       | April 1, 1950      |
| Copa Mustang 1950     | 32               | Medellín        | 0-1       | Nacional       | July 22, 1950      |
| Copa Mustang 1951     | Quarti di finale | Nacional        | 2-2       | Medellín       | June 16, 1951      |
| Copa Mustang 1951     | Quarti di finale | Medellín        | 3-1       | Nacional       | October 28, 1951   |
| Copa Mustang 1954     | 3                | Nacional        | 2-2       | Medellín       | May 16, 1954       |
| Copa Mustang 1954     | 24               | Nacional        | 1-0       | Medellín       | September 26, 1954 |
| Copa Mustang 1955     | 15               | Nacional        | 1-2       | Medellín       | June 17, 1955      |
| Copa Mustang 1955     | 34               | Nacional        | 1-0       | Medellín       | November 6, 1955   |
| Copa Mustang 1956     | Finale           | Nacional        | 2-2       | Medellín       | June 3, 1956       |
| Copa Mustang 1956     | Primo turno      | Medellín        | 4-2       | Nacional       | September 16, 1956 |
| Copa Mustang 1957     | 32               | Nacional        | 0-2       | Medellín       | May 5, 1957        |
| Copa Mustang 1957     | Quarti di finale | Medellín        | 1-2       | Nacional       | August 11, 1957    |
| Copa Mustang 1957     | Quarti di finale | Medellín        | 2-1       | Nacional       | October 13, 1957   |
| Copa Mustang 1957     | 3                | Nacional        | 1-1       | Medellín       | November 10, 1957  |
| Copa Mustang 1959     | 24               | Medellín        | 2-3       | Nacional       | April 26, 1959     |
| Copa Mustang 1959     | 15               | Nacional        | 7-2       | Medellín       | June 3, 1959       |
| Copa Mustang 1959     | 34               | Medellín        | 3-0       | Nacional       | September 20, 1959 |
| Copa Mustang 1960     | 34               | Nacional        | 0-3       | Medellín       | May 15, 1960       |
| Copa Mustang 1960     | First Stage      | Medellín        | 0-1       | Nacional       | July 17, 1960      |
| Copa Mustang 1960     | First Stage      | Nacional        | 0-2       | Medellín       | September 25, 1960 |
| Copa Mustang 1960     | First Stage      | Medellín        | 1-2       | Nacional       | December 4, 1960   |
| Copa Mustang 1961     | Final            | Medellín        | 1-1       | Nacional       | May 21, 1961       |
| Copa Mustang 1961     | First Stage      | Nacional        | 0-3       | Medellín       | July 20, 1961      |
| Copa Mustang 1961     | 32               | Medellín        | 3-0       | Nacional       | October 1, 1961    |
| Copa Mustang 1961     | Quarterfinals    | Nacional        | 5-2       | Medellín       | December 10, 1961  |
| Copa Mustang 1962     | Quarterfinals    | Nacional        | 3-1       | Medellín       | March 11, 1962     |
| Copa Mustang 1962     | 3                | Medellín        | 3-2       | Nacional       | June 3, 1962       |
| Copa Mustang 1962     | 24               | Nacional        | 0-0       | Medellín       | August 19, 1962    |
| Copa Mustang 1962     | 15               | Medellín        | 3-1       | Nacional       | November 4, 1962   |
| Copa Mustang 1963     | Final            | Medellín        | 3-0       | Nacional       | March 17, 1963     |
| Copa Mustang 1963     | First Stage      | Nacional        | 1-1       | Medellín       | June 2, 1963       |
| Copa Mustang 1963     | 32               | Medellín        | 1-0       | Nacional       | August 15, 1963    |
| Copa Mustang 1963     | Quarterfinals    | Nacional        | 3-2       | Medellín       | November 10, 1963  |
| Copa Mustang 1964     | Quarterfinals    | Medellín        | 3-1       | Nacional       | May 7, 1964        |
| Copa Mustang 1964     | 3                | Nacional        | 2-0       | Medellín       | July 19, 1964      |
| Copa Mustang 1964     | 24               | Medellín        | 2-0       | Nacional       | October 11, 1964   |
| Copa Mustang 1964     | 15               | Nacional        | 2-0       | Medellín       | December 23, 1964  |
| Copa Mustang 1965     | 34               | Medellín        | 1-1       | Nacional       | March 14, 1965     |
| Copa Mustang 1965     | 34               | Nacional        | 1-1       | Medellín       | May 30, 1965       |
| Copa Mustang 1965     | 34               | Nacional        | 2-1       | Medellín       | August 22, 1965    |
| Copa Mustang 1965     | 34               | Medellín        | 4-1       | Nacional       | November 14, 1965  |
| Copa Mustang 1966     | 34               | Medellín        | 3-1       | Nacional       | April 27, 1966     |
| Copa Mustang 1966     | 34               | Nacional        | 2-1       | Medellín       | July 10, 1966      |
| Copa Mustang 1966     | 34               | Nacional        | 4-2       | Medellín       | October 2, 1966    |
| Copa Mustang 1966     | 34               | Medellín        | 3-1       | Nacional       | December 11, 1966  |
| Copa Mustang 1967     | 34               | Nacional        | 3-2       | Medellín       | April 30, 1967     |
| Copa Mustang 1967     | 34               | Medellín        | 1-2       | Nacional       | July 2, 1967       |
| Copa Mustang 1967     | 34               | Nacional        | 2-3       | Medellín       | September 24, 1967 |
| Copa Mustang 1967     | 34               | Medellín        | 1-1       | Nacional       | December 10, 1967  |
| Copa Mustang 1968     | 34               | Medellín        | 1-0       | Nacional       | April 7, 1968      |
| Copa Mustang 1968     | 34               | Nacional        | 0-0       | Medellín       | June 16, 1968      |
| Copa Mustang 1968     | 34               | Medellín        | 0-1       | Nacional       | August 4, 1968     |
| Copa Mustang 1968     | 34               | Nacional        | 1-2       | Medellín       | October 20, 1968   |
| Copa Mustang 1969     | 34               | Medellín        | 1-0       | Nacional       | March 2, 1969      |
| Copa Mustang 1969     | 34               | Nacional        | 3-0       | Medellín       | May 15, 1969       |
| Copa Mustang 1969     | 34               | Medellín        | 1-0       | Nacional       | June 29, 1969      |
| Copa Mustang 1969     | 34               | Nacional        | 3-1       | Medellín       | September 28, 1969 |
| Copa Mustang 2006-II  | 9                | Medellín        | 0-1       | Nacional       | September 9, 2006  |
| Copa Mustang 2006-II  | 17               | Nacional        | 0-1       | Medellín       | November 4, 2006   |
| Copa Mustang 2007-I   | 5                | Medellín        | 2-2       | Nacional       | March 3, 2007      |
| Copa Mustang 2007-I   | 9                | Nacional        | 2-2       | Medellín       | March 31, 2007     |
| Copa Mustang 2007-II  | 5                | Nacional        | 2-0       | Medellín       | August 19, 2007    |
| Copa Mustang 2007-II  | 9                | Medellín        | 1-4       | Nacional       | September 16, 2007 |
| Copa Mustang 2008-I   | 5                | Nacional        | 2-0       | Medellín       | February 24, 2008  |
| Copa Mustang 2008-I   | 9                | Medellín        | 2-0       | Nacional       | March 23, 2008     |
| Copa Colombia 2008    | First Stage      | Nacional        | 3-1       | Medellín       | April 9, 2008      |
| Copa Colombia 2008    | First Stage      | Medellín        | 1-0       | Nacional       | July 30, 2008      |
| Copa Mustang 2008-II  | 5                | Medellín        | 0-1       | Nacional       | August 16, 2008    |
| Copa Mustang 2008-II  | 9                | Nacional        | 1-2       | Medellín       | September 19, 2008 |
| Copa Mustang 2008-II  | Semifinals       | Nacional        | 1-1       | Medellín       | November 27, 2008  |
| Copa Mustang 2008-II  | Semifinals       | Medellín        | 0-0       | Nacional       | December 10, 2008  |
| Copa Mustang 2009-I   | 9                | Nacional        | 0-0       | Medellín       | March 22, 2009     |
| Copa Colombia 2009    | Group Stage      | Nacional        | 3-3       | Medellín       | April 16, 2009     |
| Copa Colombia 2009-II | Group Stage      | Medellín        | 2-0       | Nacional       | August 5, 2009     |
| Copa Colombia 2010    | Group Stage      | Medellín        | 2-1       | Nacional       | April 28, 2010     |
| Copa Colombia 2010-II | Group Stage      | Nacional        | 0-0       | Medellín       | August 4, 2010     |
| Copa Colombia 2011    | Group Stage      | Medellín        | 5-1       | Nacional       | June 27, 2011      |
| Copa Colombia 2011    | Group Stage      | Nacional        | 1-1       | Medellín       | July 7, 2011       |
| Copa Colombia 2012    | Group Stage      | Medellín        | 1-2       | Nacional       | April 12, 2012     |
| Copa Colombia 2012    | Group Stage      | Nacional        | 2-1       | Medellín       | June 9, 2012       |
| Copa Colombia 2013    | Group Stage      | Nacional        | 5-2       | Medellín       | March 13, 2013     |
| Copa Colombia 2013    | Group Stage      | Medellín        | 2-0       | Nacional       | May 15, 2013       |
| Copa Colombia 2014    | Group Stage      | Medellín        | 2-1       | Nacional       | July 6, 2014       |
| Copa Colombia 2014    | Group Stage      | Nacional        | 3-0       | Medellín       | August 13, 2014    |